# مونيكا غارسيا دي لا فوينتي
مونيكا غارسيا دي لا فوينتي (من مواليد 10 يوليو 1980) سياسية مكسيكية ومحامية تابعة لـ حزب عالم البيئة المكسيكي. اعتبارًا من عام 2013 شغلت منصب نائب المجلس التشريعي للكونغرس المكسيكي ممثلة ولاية أغواسكالينتس تم انتخابها من قبل القائمة الوطنية.